# Mont Ahuna
Ahuna Mons
Le mont Ahuna,,, désignation internationale Ahuna Mons, est une montagne située sur la planète naine (1) Cérès, connue pour sa forme bien particulière de pyramide et se détachant nettement du reste du terrain. Son origine est inconnue : il ne s'agit pas du résultat d'un impact et il semble qu'il s'agisse d'un cas unique sur toute la surface de Cérès. Des bandes brillantes parcourent la surface du mont de son sommet à sa base. Ces bandes pourraient être formées par un sel similaire aux taches claires plus connues, résultant d'une activité de cryovolcanisme depuis l'intérieur de Cérès. Son nom provient du festival traditionnel d'après-récolte appelé Ahuna chez le peuple indien Sumi Naga.
Ahuna Mons a été découvert en 2015 grâce à des images prises par la sonde spatiale Dawn en orbite autour de Cérès. Sa hauteur est estimée à environ 6 kilomètres, pour une largeur de 15 kilomètres à la base.
En septembre 2016, dans six articles parus dans la revue Science, des géologues développent la thèse que cette mystérieuse montagne pourrait être un volcan de glace, un cryovolcan.

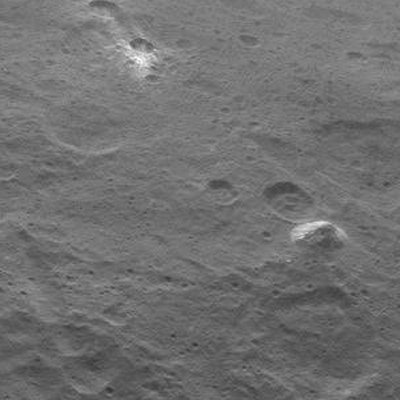
Vue d'ensemble de la montagne entourée par un terrain légèrement cratérisé.
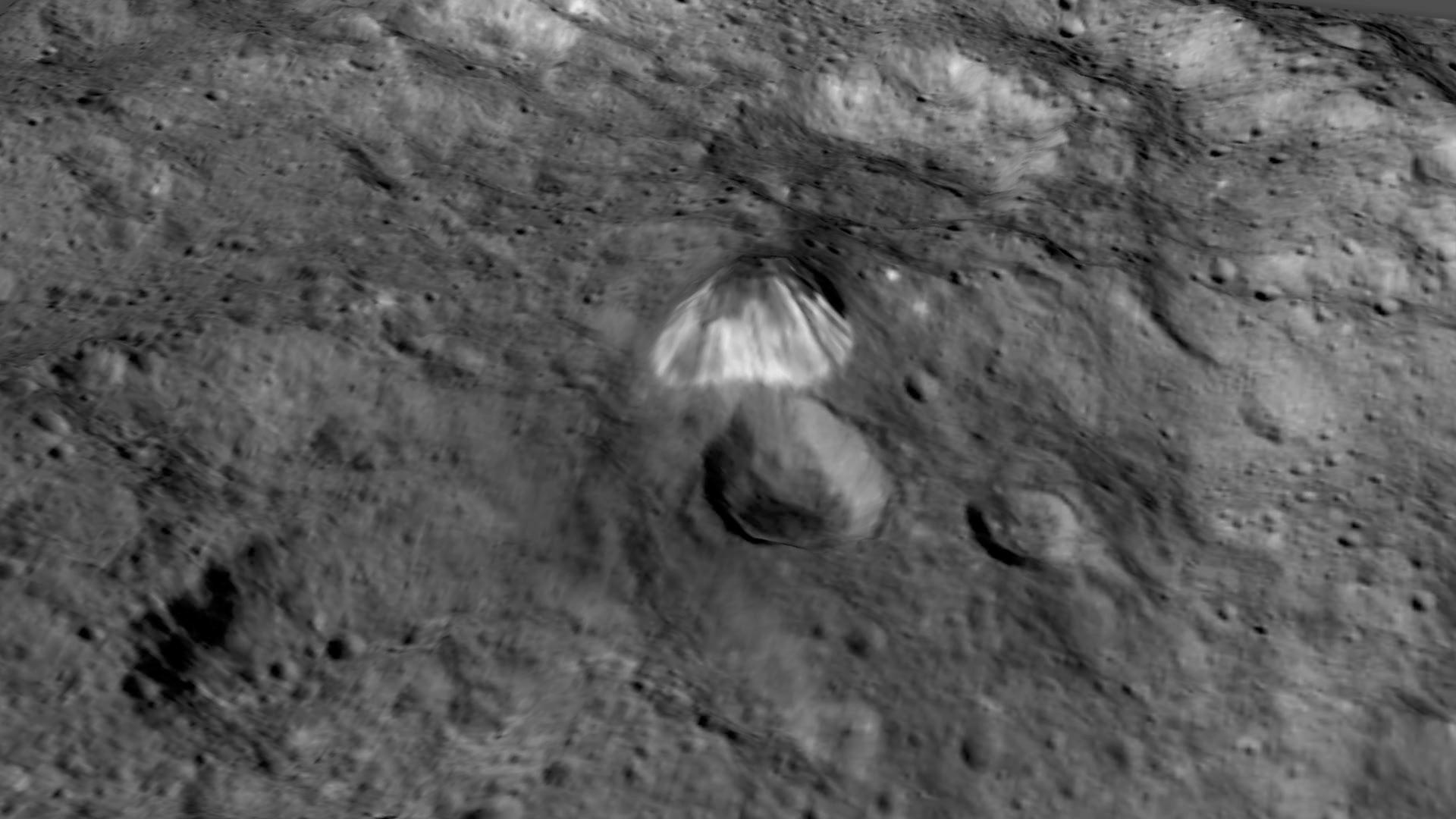
Image numérique de la face nord d'Ahuna Mons. La dimension verticale est exagérée d'un facteur cinq.
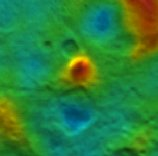
Image en relief d'Ahuna Mons (en rouge).
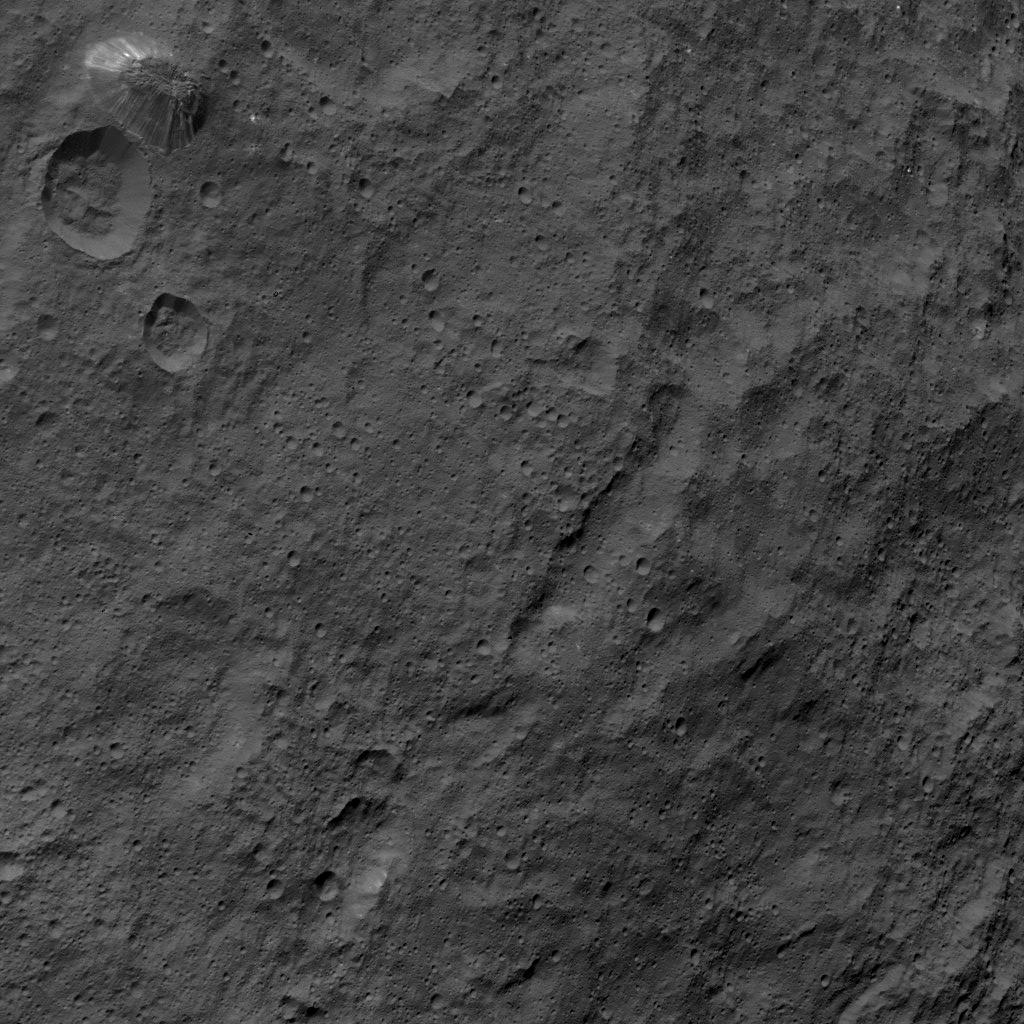
Vue d'ensemble d'Ahuna Mons (en haut à gauche).
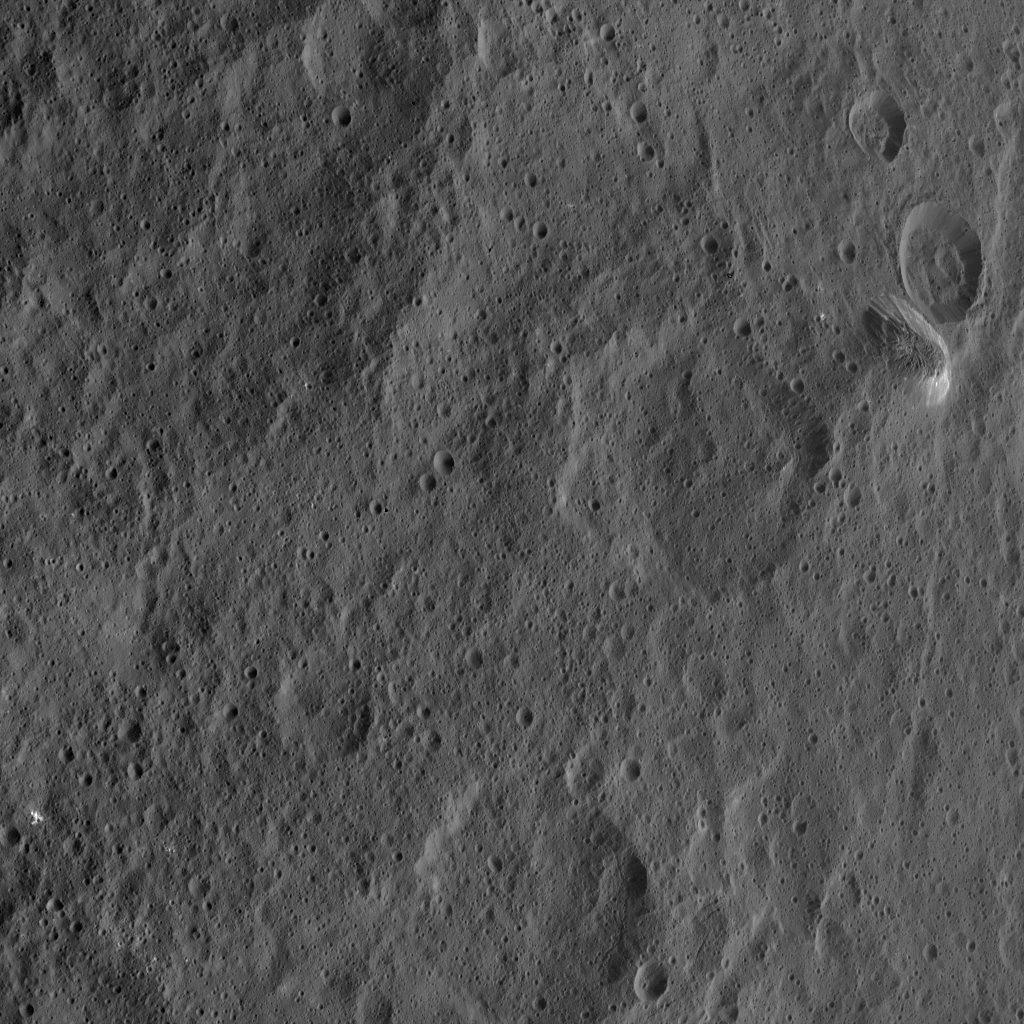
Vue d'ensemble d'Ahuna Mons (en haut à droite).
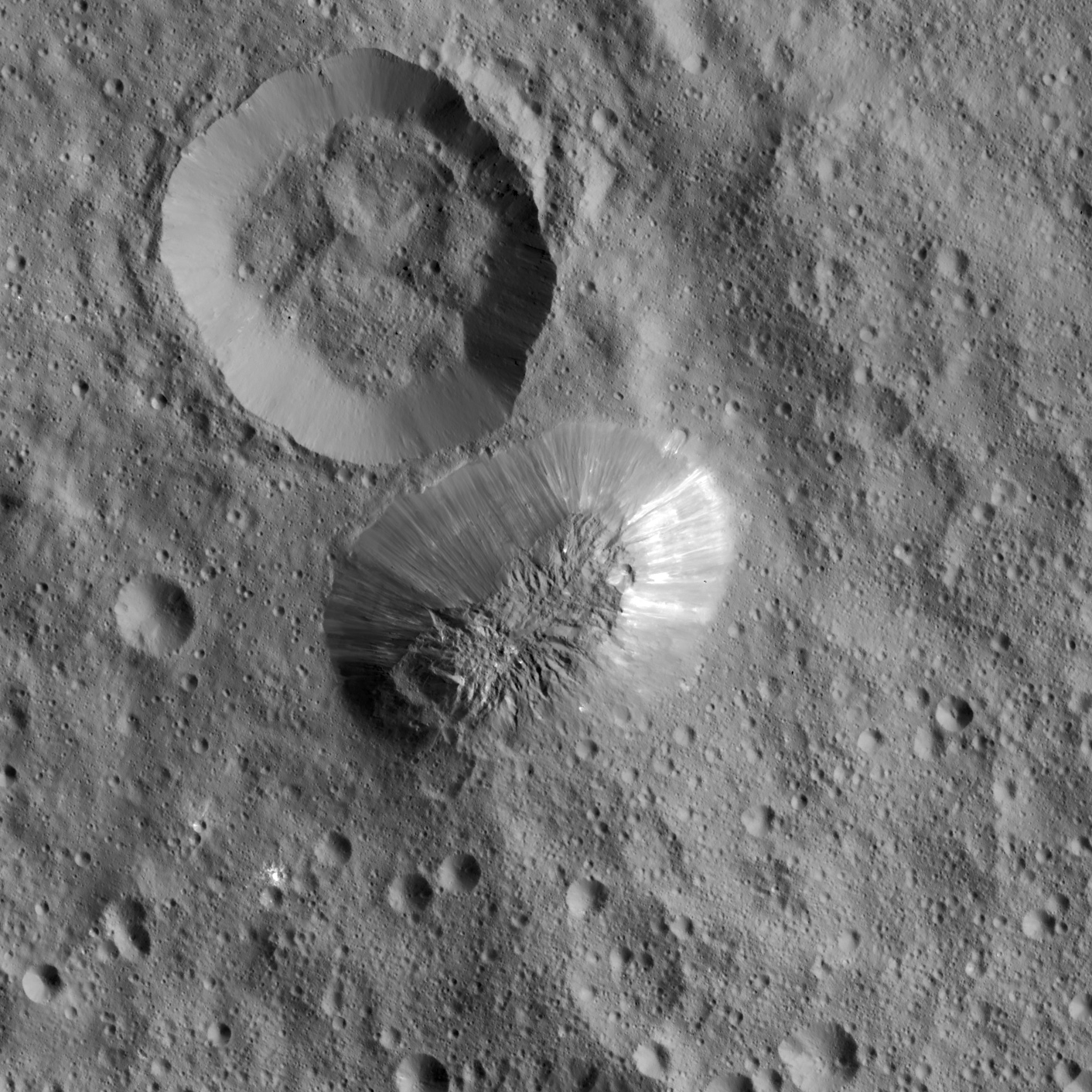
La montagne vue par la sonde Dawn en décembre 2015.

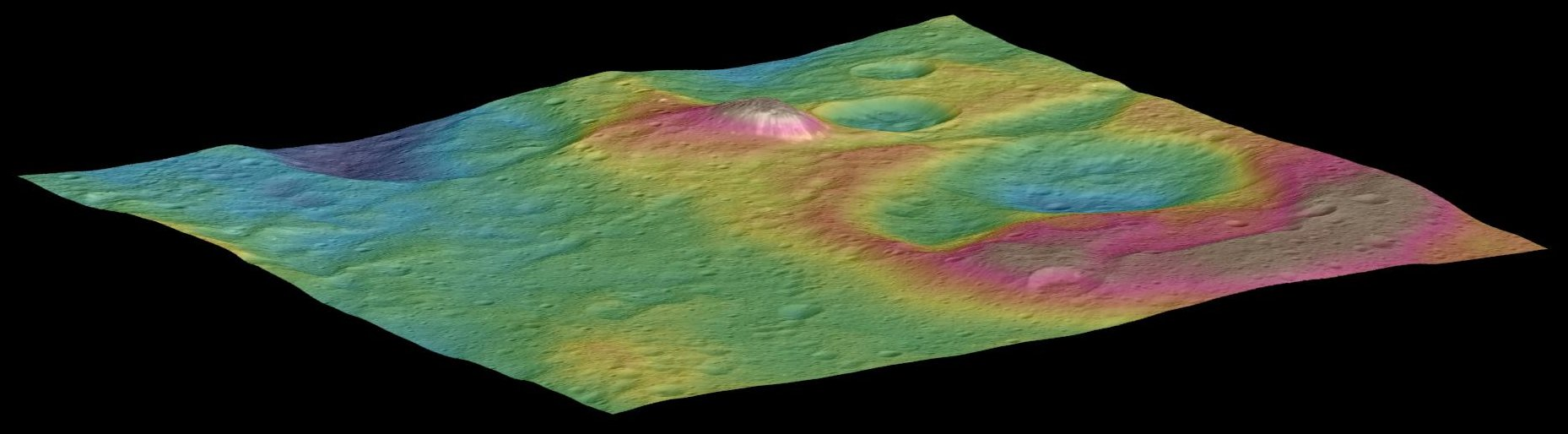
Image numérique du relief (le nord est à droite).